# Leislau
Leislau is een plaats en voormalige gemeente in de Duitse deelstaat Saksen-Anhalt, en maakt deel uit van het Burgenlandkreis.
Leislau telt 277 inwoners.